# Hrabstwo Lincoln (Kansas)

Piramida wieku hrabstwa

Hrabstwo Lincoln – hrabstwo położone w USA w stanie Kansas z siedzibą w mieście Lincoln Center. Założone 26 lutego 1867 roku.

## Miasta
- Lincoln Center
- Sylvan Grove
- Beverly
- Barnard

## Sąsiednie Hrabstwa
- Hrabstwo Mitchell
- Hrabstwo Ottawa
- Hrabstwo Saline
- Hrabstwo Ellsworth
- Hrabstwo Russell
- Hrabstwo Osborne